# Félix Pérez Cardozo (Paraguai)
Félix Pérez Cardozo é um distrito do Paraguai, localizado no departamento de Guairá.

## Transporte
O município de Félix Pérez Cardozo é servido pelas seguintes rodovias:
- Caminho em terra ligando a cidade ao município de Yataity del Guairá
- Caminho em pavimento ligando a cidade de Villarrica ao município de Paraguarí (Departamento de Paraguarí)[1][2][3]